# 药物和毒物的统一调度标准
《药物和毒物的统一调度标准》（英語：Standard for the Uniform Scheduling of Medicines and Poisons，SUSMP）是澳大利亚政府药物管理局出台的法律文书。在2010年之前，该文书曾名为（SUSDP）。SUSMP将药物和毒物划入不同的调度标准、使用量，并就药物向大众推广的普及程度等问题提出了相应的意见。
该调度标准基于澳大利亚本土有关法律提出，旨在管控药物。虽然澳大利亚的每个州或领地都有着自己的一套法律，但大部分药物都是按照SUSMP的标准进行分类的，以达到全国各地藥物管理标准统一。
SUSMP會在每年的二月和六月更新。